# Eliecer Navarro
Eliecer Navarro (nacido el 26 de octubre de 1987 en David, Chiriquí, Panamá ) es un lanzador de béisbol de ligas menores de la organización de los Piratas de Pittsburgh.

## Carrera
Navarro inició su carrera profesional con los Piratas de Verano Dominicana, en la organización de los Piratas de Pittsburgh, en el año 2007. Con ellos, tuvo marca de 8-2 con efectividad de 2.83 en 14 juegos (13 aperturas), ponchando a 85 bateadores en 70 entradas de trabajo. En 2008, tuvo marca de 4-3 con efectividad de 1.42 en 15 aperturas, ponchando a 108 bateadores en 76 entradas. Tuvo marca de 4-2 con efectividad de 3.77 en 10 juegos (tres aperturas) para los GCL Pirates en 2009 y en 2010, tuvo marca de 2-2 con efectividad de 3.12 en 19 juegos (seis aperturas) para State College Spikes y West Virginia. Fuerza. Los Piratas liberaron a Navarro en marzo de 2014. A mediado del 2014 jugó con los Indios de Mayagüez.

## Selección nacional
En el Clásico Mundial de Béisbol de 2009, Navarro apareció en un juego, lanzando 11⁄3 entradas de trabajo. Permitió dos hits, dos carreras (una de las cuales fue inmerecida) y registró una efectividad de 6.75.